# 10 + 2
10 + 2 (em catalão: deu mès dos) é uma produção catalã de desenhos animados em 2D criada por Acció e dirigida por Miquel Pujol, que versa sobre uma escola de números e dois ratos chamados Aristóteles, o professor, e Infinito, o ajudante. A série foi criada em 1991 e foi emitida pela primeira vez pela Televisão da Catalunha.
Em 2001 estreou-se uma longa-metragem para o cinema, de 84 minutos, chamado 10 + 2: O grande segredo e nomeado aos prémios Goya. Além disso, foram emitidos dois episódios especiais de 45 minutos: A noite mágica (1998) e Cartas e piratas (2005). A série foi galardoada em toda a parte do mundo e foi finalista dos International Emmy Awards em Nova Iorque, entre outros.

## Argumento
10 + 2 decorre no País dos Números, um lugar fictício de uma escola dirigida pelo rato Aristóteles e o seu ajudante, um outro rato chamado Infinito. Os alunos desta escola são os algarismos do zero ao nove, cada um com uma personalidade muito específica, que vivem em casas com a forma de livro. As personagens não falam; as únicas palavras que se ouvem são as de voz-off do Aristóteles.

## Personagens
- - Aristóteles: Mestre e narrador de todas as histórias que vivem os números. É um rato de cidade com bigode e cabelos brancos. Tudo e as traquinices dos seus alunos, e sobretudo do seu ajudante, normalmente reage de uma maneira serena, isto porque também ele por vezes o faz, de maneira enérgica ou até cómica. É digno, respeitável e firme nas decisões que toma.
  - Infinito: Ajudante do Aristóteles; é um rato do campo de cor torrada. Tem um carácter bom e inocente, e as suas reações costumam ser espontâneas, pouco reflexivas e estúpidas.
  - Milésima: Sobrinha de Aristóteles; é uma ratazana de cidade de muito carácter. Tem uma grande afeição em inventar histórias, que ela mesma cria, e acaba frequentemente se envolvendo com os outros em situações bem comprometidas.
  - Cuco: Pássaro de madeira que vive no relógio de parede da escola dos Números com todas as comodidades.[4]